# Christine Gehlhoff
Christine Gehlhoff är en före detta östtysk handbollsspelare. Hon blev världsmästare med DDR:s landslag 1975.

## Karriär
Christine Gehlhoff spelade först för klubblaget BSG Motor Mitte Magdeburg i Östtyskland och därefter för elitklubben SC Magdeburg i den högsta divisionen Oberliga i DDR. Med 170 gjorda mål vann hon skytteligan under säsongen 1976/1977. Hon spelade 99 landskamper för Östtysklands damlandslag i handboll. Hon deltog i världsmästerskapet i handboll för damer 1975 i Sovjetunionen och blev världsmästare med laget. Hon spelade hon sex matcher och bidrog med tio mål under VM. Christine Gehlhoff  studerade vid  Sportgymnasium Magdeburg.  Efter sin aktiva karriär tränade hon TSV Rüningens seniorlag för herrar 1991.